# روكا اللوز
روكا اللوز هي علامة تجارية من الحلوى والتوفي الصلبة المغطاة بالشوكولاتة مع طبقة من اللوز المطحون.

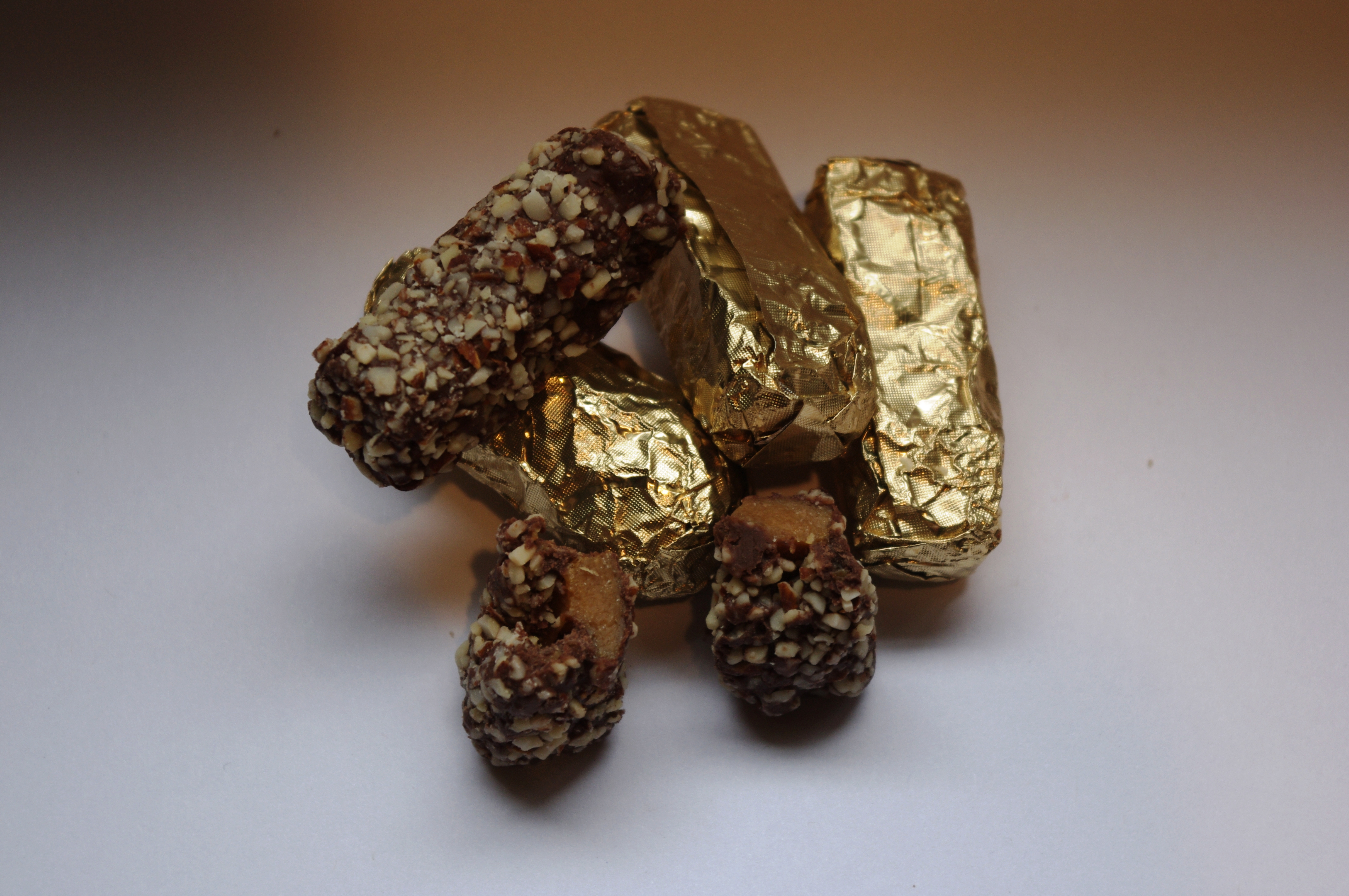
روكا اللوز

إنه مشابه للتوفي الإنجليزي المغطى بالشوكولاتة، يتم تصنيع الحلوى من قبل شركة Brown & Haley في تاكوما بواشنطن، والتي تأسست في عام 1912 من قبل Harry Brown و JC Haley.

## التسمية
يقال إن اسم الحلوى مستوحى من أمينة مكتبة تاكوما، جاكلين نويل، التي اختارت الكلمة الإسبانية روكا، التي تعني "روك" باللغة الإنجليزية، لوصف الحلوى الصلبة ذات الشكل الخشبي.

## المكونات
يحتوي روكا باللوز على السكر واللوز والزبدة وزيت النخيل وزيت نواة النخيل ومسحوق الكاكاو ومصل اللبن ومسحوق الحليب الخالي من الدسم وليسيثين الصويا والشوكولاتة والفانيليا.